# Заберезька сільська рада
| Заберезька сільська рада — орган місцевого самоврядування у Богородчанському районі Івано-Франківської області з адміністративним центром у с. Забережжя. Утворена 20 грудня 1991 року. Водоймища на території, підпорядкованій даній раді: річка Бистриця Надвірнянська . Сільській раді підпорядковані населені пункти: - с. Забережжя |

## Склад ради
Рада складається з 14 депутатів та голови Михайлюка М.М.

### Керівний склад ради
| ПІБ                         | Основні відомості                                                                          | Дата обрання | Дата звільнення |
| --------------------------- | ------------------------------------------------------------------------------------------ | ------------ | --------------- |
| Гречанюк Андрій Ярославович | Сільський голова, 1979 року народження, освіта вища, член політичної партії 'Наша Україна' | 26.03.2006   | 31.10.2010      |
| Амброзяк Василь Васильвич   | Сільський голова                                                                           | 25.12.2011   | 30.03.2014      |

джерела